# Katherine Jackson
Katherine Esther Jackson (nascida Kattie B. Screws; Clayton, 4 de maio de 1930) é uma autora estadunidense. A matriarca da família Jackson atualmente possui a guarda provisória dos seus netos, os filhos do cantor Michael Jackson, seu filho, morto em 25 de junho de 2009.

## Biografia

### 1930–1965: Infância, juventude e casamento
Nascida na cidade de Clayton, no Alabama, no Condado de Barbour, Katherine Esther Upshaw Scruse é filha de Martha Upshaw Scruse e de Prince Albert Screws Scruse. Quando criança, Katherine, contraiu poliomielite, mas conseguiu se recuperar totalmente da doença. No entanto, ainda possui algumas sequelas da doença, como, por exemplo, a notável perna manca. Ainda com 4 anos, a família de Katherine se mudou para a cidade de Gary, em Indiana, onde na adolescência ela conheceu Joseph Jackson, seu então futuro marido.
Katherine se casou com Joe Jackson  aos 19 anos, em 1949, passando a assinar o sobrenome Jackson. Juntos, o casal teve 10 filhos, sendo um, o gêmeo de Marlon Jackson, morto após parto. Em 1965, Katherine se converteu a religião Testemunhas de Jeová.

### 1968–1985:The Jackson 5
Durante os primeiros anos do grupo, Katherine serviu como produtora das roupas dos filhos. Ela também confeccionou ternos para os filhos mais velhos vestirem durante algumas cerimônias em teatros e salões. Após o grupo fechar contrato com a Motown Records, em 1968, o papel de Katherine foi mais limitado. 
Durante a ascensão do grupo e até na carreira solo de Michael Jackson, Katherine foi tida como uma mãe amorosa e dedicada ao bem estar da família. Em 1984, ela ajudou seu marido, Joe, na organização do concerto Victory Tour. Em 1985, a revista Essence a nomeou "Mãe do Ano".

## Vida pessoal
Ao longo da década de 1990, Katherine defendeu seus filhos na imprensa, principalmente Michael. Durante o julgamento de Michael em 2005, ela foi o único membro da Família Jackson a se pronunciar a favor do filho. 

### Religião
Em 1965, Katherine tornou-se uma Testemunha de Jeová e instruiu seus filhos na mesma crença bíblica, mas apenas Rebbie continuou devota. Michael Jackson, embora tenha seguido a religião de sua mãe, se dissociou das Testemunhas de Jeová em 1987, por não poder conciliar sua carreira com a religião.

### Família
Em 1990, Katherine lançou sua autobiografia, My Family, que descreveu seus primeiros anos de vida e sua relação com o marido e a família. No livro, ela também admitiu que o marido cometeu adultério algumas vezes, o que resultou no nascimento de uma filha fora do casamento em 1974.
Em uma biografia não autorizada da filha Janet Jackson, um incidente controverso familiar foi descrito. Esta biografia afirma que, em 1979, Katherine e seus dois filhos mais novos, Randy e Janet, teriam se envolvido em um confronto com uma funcionária da empresa onde Joseph trabalhava. Katherine alegava que ela era amante de Joseph. Este incidente foi dramatizado na minissérie The Jacksons: An American Dream, onde a autora foi retratada por Angela Bassett, em 1992.
Michael faleceu em 25 de junho de 2009, aos 50 anos de idade.
Seu marido, Joseph, faleceu em 27 de junho de 2018, aos 89 anos.
Tito faleceu em 16 de setembro de 2024, aos 70 anos de idade.

#### Árvore genealógica da família Jackson
Árvore genealógica dos irmãos, pais e avós de Michael Jackson. Por simplificação, não estão incluídos filhos e sobrinhos:
|        |        |        |        |        |        |  |  |        |        |        |        | Samuel Jackson | Samuel Jackson | Samuel Jackson | Samuel Jackson | Samuel Jackson | Samuel Jackson |        |        |        |        |        |        | Crystal Lee King | Crystal Lee King | Crystal Lee King | Crystal Lee King | Crystal Lee King | Crystal Lee King |  |  | Prince Albert Screws | Prince Albert Screws | Prince Albert Screws | Prince Albert Screws | Prince Albert Screws | Prince Albert Screws |           |           |           |           |        |        | Martha Upshaw | Martha Upshaw | Martha Upshaw | Martha Upshaw | Martha Upshaw | Martha Upshaw |         |         |         |         |  |  |       |       |       |       |       |       |  |  |       |       |       |       |       |       |  |  |
|        |        |        |        |        |        |  |  |        |        |        |        | Samuel Jackson | Samuel Jackson | Samuel Jackson | Samuel Jackson | Samuel Jackson | Samuel Jackson |        |        |        |        |        |        | Crystal Lee King | Crystal Lee King | Crystal Lee King | Crystal Lee King | Crystal Lee King | Crystal Lee King |  |  | Prince Albert Screws | Prince Albert Screws | Prince Albert Screws | Prince Albert Screws | Prince Albert Screws | Prince Albert Screws |           |           |           |           |        |        | Martha Upshaw | Martha Upshaw | Martha Upshaw | Martha Upshaw | Martha Upshaw | Martha Upshaw |         |         |         |         |  |  |       |       |       |       |       |       |  |  |       |       |       |       |       |       |  |  |
|        |        |        |        |        |        |  |  |        |        |        |        |                |                |                |                |                |                |        |        |        |        |        |        |                  |                  |                  |                  |                  |                  |  |  |                      |                      |                      |                      |                      |                      |           |           |           |           |        |        |               |               |               |               |               |               |         |         |         |         |  |  |       |       |       |       |       |       |  |  |       |       |       |       |       |       |  |  |
|        |        |        |        |        |        |  |  |        |        |        |        |                |                |                |                |                |                | Joseph | Joseph | Joseph | Joseph | Joseph | Joseph |                  |                  |                  |                  |                  |                  |  |  |                      |                      |                      |                      | Katherine            | Katherine            | Katherine | Katherine | Katherine | Katherine |        |        |               |               |               |               |               |               |         |         |         |         |  |  |       |       |       |       |       |       |  |  |       |       |       |       |       |       |  |  |
|        |        |        |        |        |        |  |  |        |        |        |        |                |                |                |                |                |                | Joseph | Joseph | Joseph | Joseph | Joseph | Joseph |                  |                  |                  |                  |                  |                  |  |  |                      |                      |                      |                      | Katherine            | Katherine            | Katherine | Katherine | Katherine | Katherine |        |        |               |               |               |               |               |               |         |         |         |         |  |  |       |       |       |       |       |       |  |  |       |       |       |       |       |       |  |  |
|        |        |        |        |        |        |  |  |        |        |        |        |                |                |                |                |                |                |        |        |        |        |        |        |                  |                  |                  |                  |                  |                  |  |  |                      |                      |                      |                      |                      |                      |           |           |           |           |        |        |               |               |               |               |               |               |         |         |         |         |  |  |       |       |       |       |       |       |  |  |       |       |       |       |       |       |  |  |
|        |        |        |        |        |        |  |  |        |        |        |        |                |                |                |                |                |                |        |        |        |        |        |        |                  |                  |                  |                  |                  |                  |  |  |                      |                      |                      |                      |                      |                      |           |           |           |           |        |        |               |               |               |               |               |               |         |         |         |         |  |  |       |       |       |       |       |       |  |  |       |       |       |       |       |       |  |  |
|        |        |        |        |        |        |  |  |        |        |        |        |                |                |                |                |                |                |        |        |        |        |        |        |                  |                  |                  |                  |                  |                  |  |  |                      |                      |                      |                      |                      |                      |           |           |           |           |        |        |               |               |               |               |               |               |         |         |         |         |  |  |       |       |       |       |       |       |  |  |       |       |       |       |       |       |  |  |
| Rebbie | Rebbie | Rebbie | Rebbie | Rebbie | Rebbie |  |  | Jackie | Jackie | Jackie | Jackie | Jackie         | Jackie         |                |                | Tito           | Tito           | Tito   | Tito   | Tito   | Tito   |        |        | Jermaine         | Jermaine         | Jermaine         | Jermaine         | Jermaine         | Jermaine         |  |  | LaToya               | LaToya               | LaToya               | LaToya               | LaToya               | LaToya               |           |           | Marlon    | Marlon    | Marlon | Marlon | Marlon        | Marlon        |               |               | Michael       | Michael       | Michael | Michael | Michael | Michael |  |  | Randy | Randy | Randy | Randy | Randy | Randy |  |  | Janet | Janet | Janet | Janet | Janet | Janet |  |  |